# National Geographic (rete televisiva)
National Geographic,  o semplicemente Nat Geo, è un canale televisivo in pay TV che trasmette programmi televisivi, in particolare di genere documentaristico, prodotti dalla National Geographic Society. Gli argomenti trattati comprendono la natura, la scienza, la cultura e la storia. Il canale è trasmesso in varie parti del mondo tra cui Regno Unito, Australia, Asia, Canada, Paesi Bassi, Francia, Grecia, India, Portogallo, Scandinavia e Corea del Sud.

## National Geographic in Italia
In Italia, il canale era lanciato il 1º aprile 2000, ed era edito da Fox Networks Group Italy e disponibile con la piattaforma televisiva satellitare Sky (dal 2003, prima su Stream TV) fino al 30 settembre 2022. Dal 1º ottobre 2022, il canale cessa le sue trasmissioni, con i suoi contenuti che vanno spostati esclusivamente sul servizio di streaming on demand Disney+.